# WikiFeet
wikiFeet (викиФит, с англ. — «викиНоги») — фотохостинг, посвящённый фут-фетишу для обмена фотографиями ног знаменитостей. В основном это изображения ног известных актёров, актрис и других артистов, хотя на сайте также представлены ноги некоторых политиков. Хотя в названии сайта и есть слово «вики», он никак не связан с Википедией или Фондом Викимедиа. 

## История
Сайт был создан бывшим израильским программистом и аниматором Эли Озером, который теперь ведёт сайт на постоянной основе. В 2016 году Лорен Ойлер из журнала Vice Media назвала этот сайт «самым обширным веб-форумом объявлений и фотогалереей женских стоп в Интернете». По данным Озера, сайт набирает около 3 миллионов посещений в месяц (по состоянию на июль 2017 года).
В январе 2018 года был запущен сайт wikiFeet Men, официальный аналог для обмена ногами знаменитостей мужского пола. В этом же году был запущен сайт wikiFeet X, официальным аналогом обмена ступнями взрослых исполнителей с обнажёнными телами.